# Brad Delson
Bradford Phillip Delson ili Big Bad Brad (Los Angeles, Kalifornija, 1. prosinca 1977.) gitarist nu-metal grupe Linkin Park. 
Odrastao je u Agouri u Kaliforniji i od srednjoškolskih je dana bio prijatelj s Mikeom Shinodom, MC-em iste grupe, i Robom Bourdonom, bubnjarem. Nakon osnovne i srednje škole polazi na fakultet UCLA gdje upoznaje današnjeg bassista Phoenixa koji je tada bio dio punk banda Tasty Snax. 